# 17843 Shaelucero
17843 Shaelucero è un asteroide della fascia principale. Scoperto nel 1998, presenta un'orbita caratterizzata da un semiasse maggiore pari a 3,173178 UA e da un'eccentricità di 0,100621, inclinata di 2,887496° rispetto all'eclittica. Ha un diametro di 10,703 km.